# Johann Traugott Lohse
Johann Traugott Lohse (* 15. Mai 1760 in Altenhain; † 27. Juni 1836 in Schlettau) war ein deutscher Baumeister bzw. Architekt, der als Pionier des sächsischen Kirchen- und Fabrikbaus gilt.

## Leben

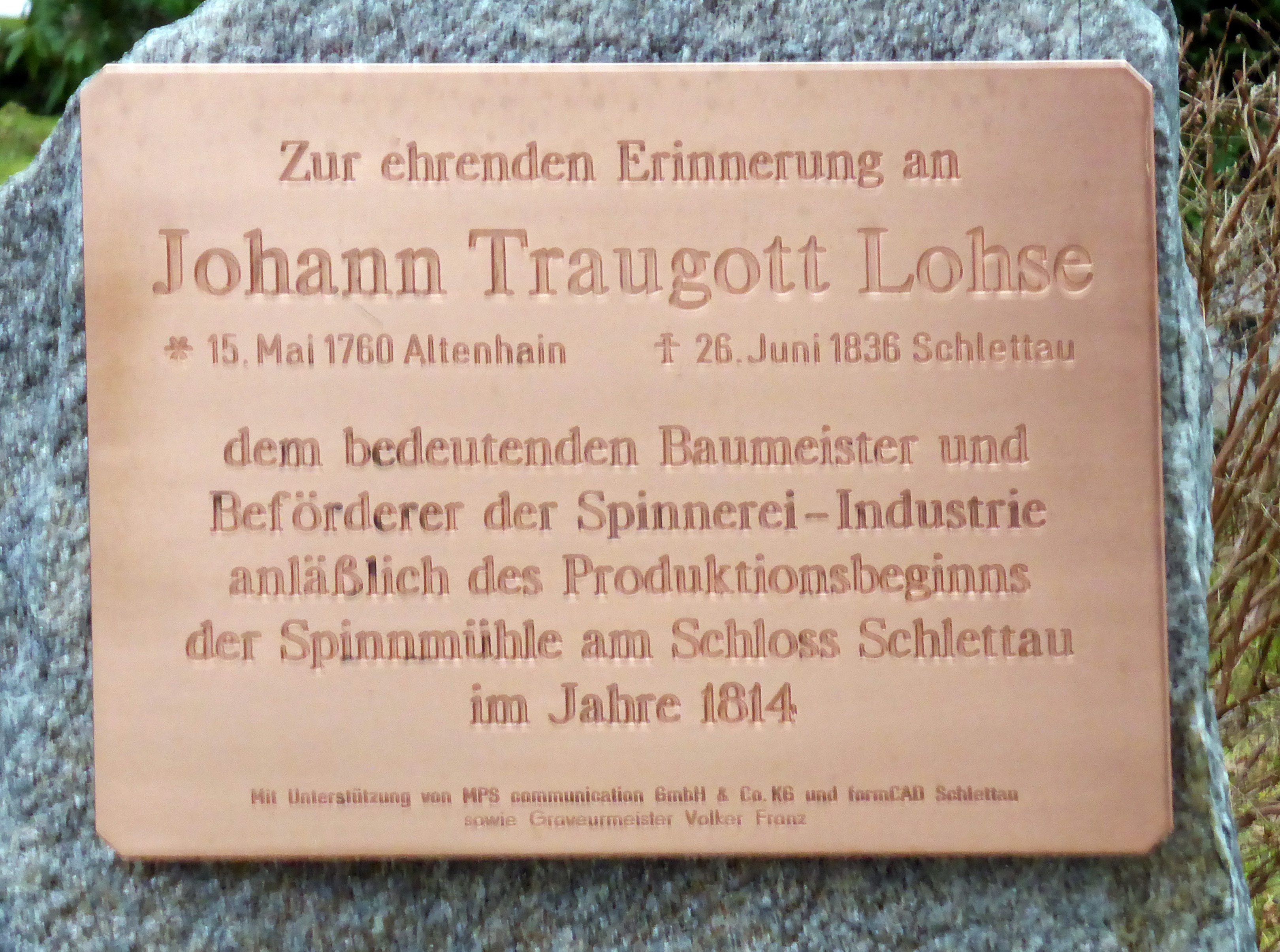
Gedenktafel, Schloss Schlettau

Wie sein Vater Christian Lohse erlernte er das Maurerhandwerk. 1786 errichtete er in Pleißa sein eigenes Wohnhaus. Sein Haus in Altenhain hatte er 1785 verkauft. Obwohl von ihm nicht bekannt ist, ob er auf einer architektonischen Schule eine baumeisterliche und künstlerische Ausbildung absolviert hat, war er später als Architekt tätig.
Die durch Lohse errichteten Gebäude weisen für ihn typische Stilelemente auf. Auf würfelförmige Sockel setzte er monumentale Säulen, die an ihren Enden durch wulstartige Ringe einen Übergang zum Sockel und der Deckplatte herstellen. Lohse hat die von ihm entwickelten Elemente für den Kirchenbau stilistisch auf seine palasttypartigen Fabrikgebäude übertragen und Säulen als riesige Dreiviertelsäulen an den Ecken seiner Gebäude angeordnet. Seine monumental gestalteten Fabrik- und Kirchenbauten sind in der Kunstgeschichte Sachsens bedeutend.
Lohse werden die Kirchen von Reichenbrand (1802–1810) und Grünhain (1808–1812), der Turm- und Innenausbau der Kirche in Roßwein und der Turmhelm an der St. Annenkirche in Annaberg (1814) zugeschrieben.
Die Spinnereigebäude der Gebr. Schnabel in Erfenschlag (1808), Clauß in Plaue (1809), Evans in Siebenhöfen (1812), Meinert in Lugau (1812) und die Spinnereien in Schlettau (1814 und 1833) wurden nach seinen Planungen errichtet. Eine Spinnerei in Schlettau betrieb er selbst gemeinsam mit seinem Schwiegersohn unter der Firma Lohse & Naumann. Bei der Bauform seiner eigenen Fabrik ging Lohse mit der vollen Kreuzform des Grundrisses neue Wege zur verbesserten Kraftübertragung der Antriebswellen in das obere Fabrikgeschoss. Mit seinem Erweiterungsbau von 1824 führte Lohse eine weitere Neuerung in der Fabrikdachgestaltung ein. Durch eine dem Schiffbau entlehnte, kielbogenartige Dachform verzichtete er auf den Einbau von Stützen im Dachbereich und erhöhte dadurch die Nutzbarkeit des Dachbodens.

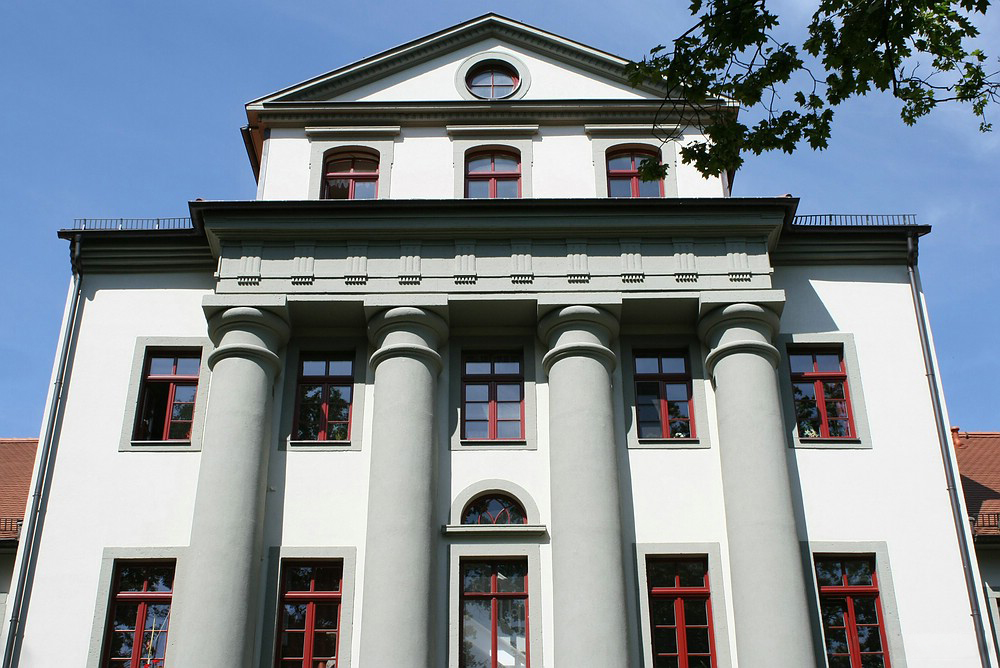
Herrenhaus für die Spinnerei Bernhard (1802; Rückansicht)
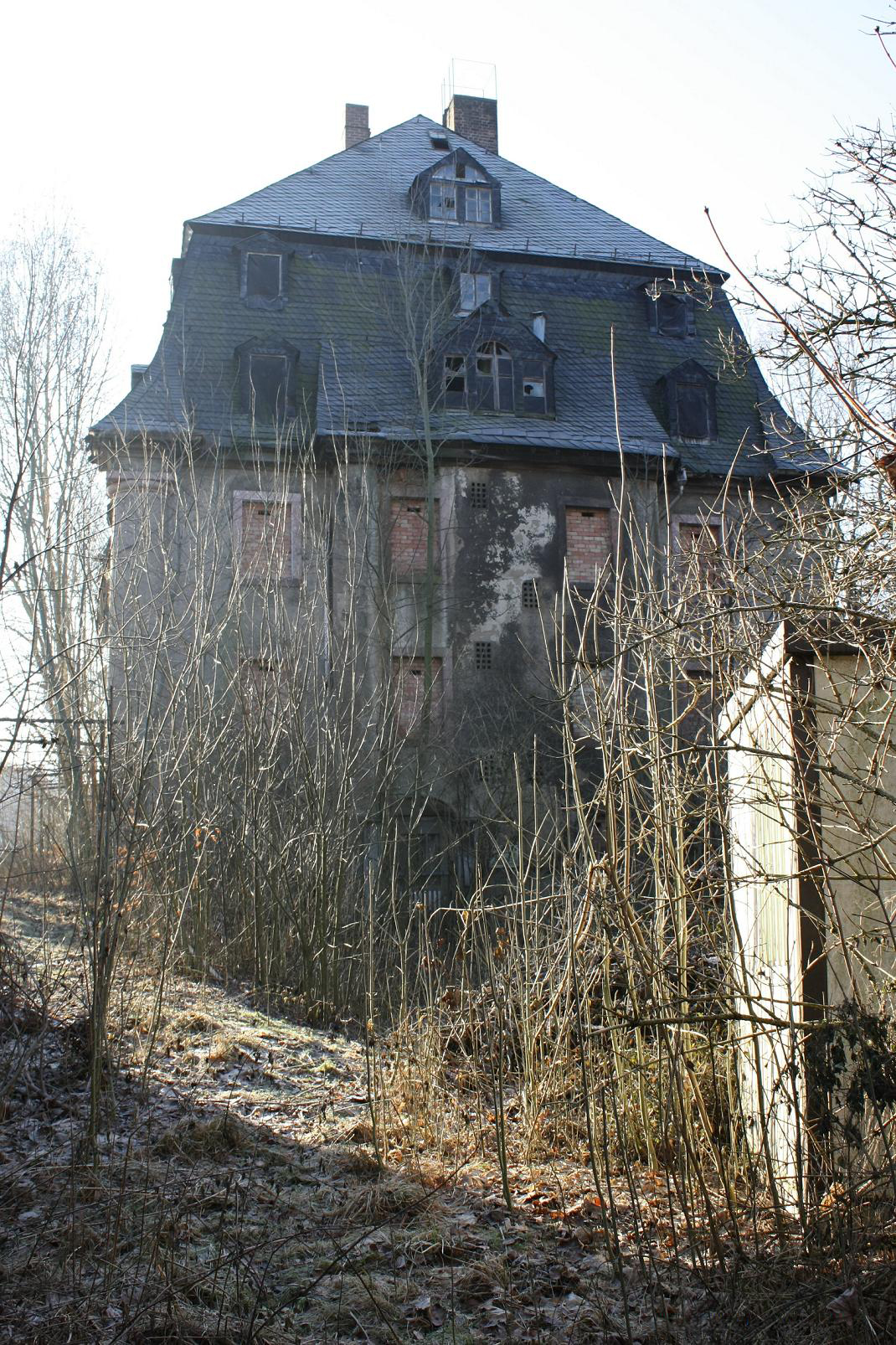
Meinert’sche Spinnmühle in Lugau mit einem für Lohse typischen hohen Mansarddach (1812; abgerissen 2016)
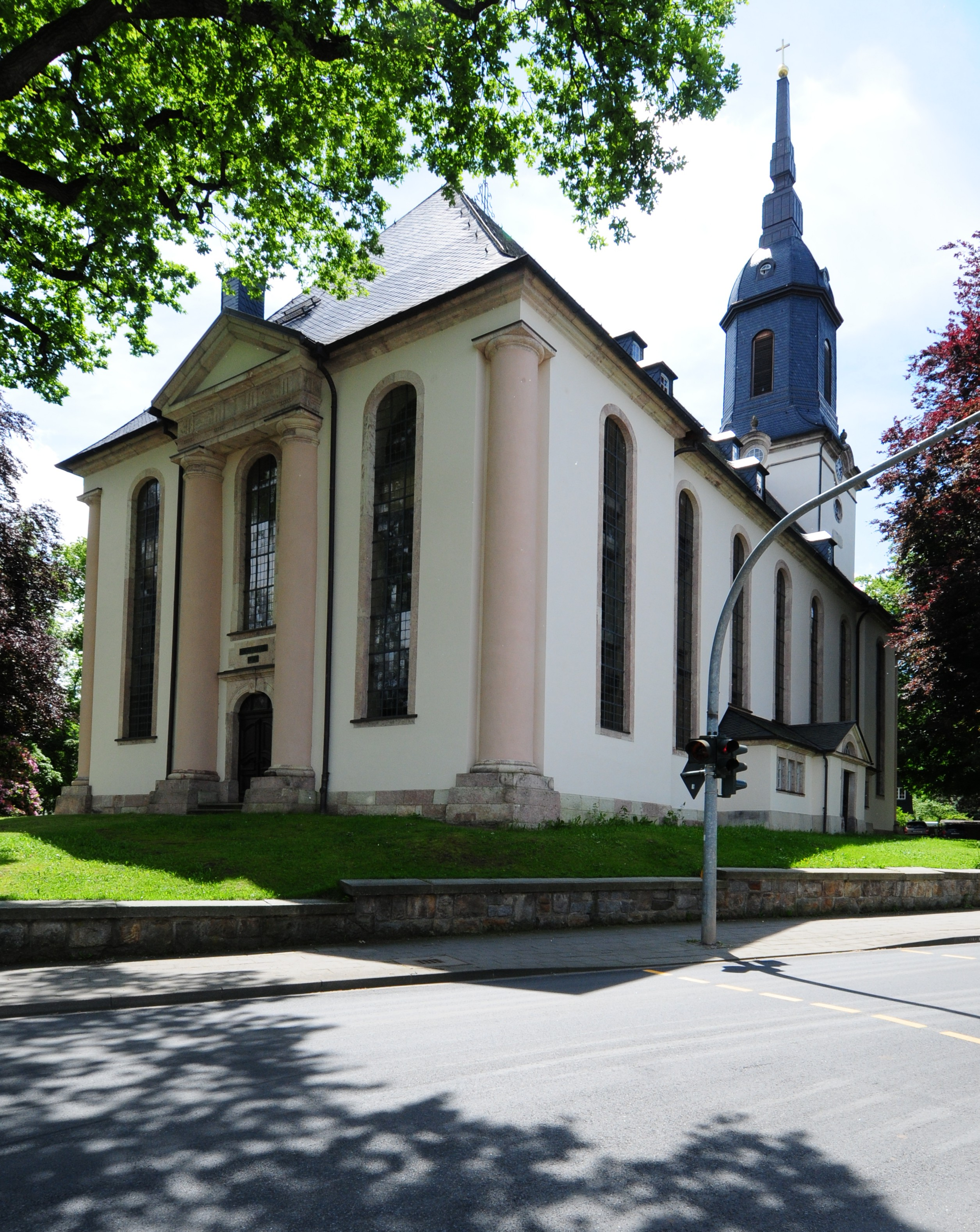
Kirche in Chemnitz-Reichenbrand (1802–1810)
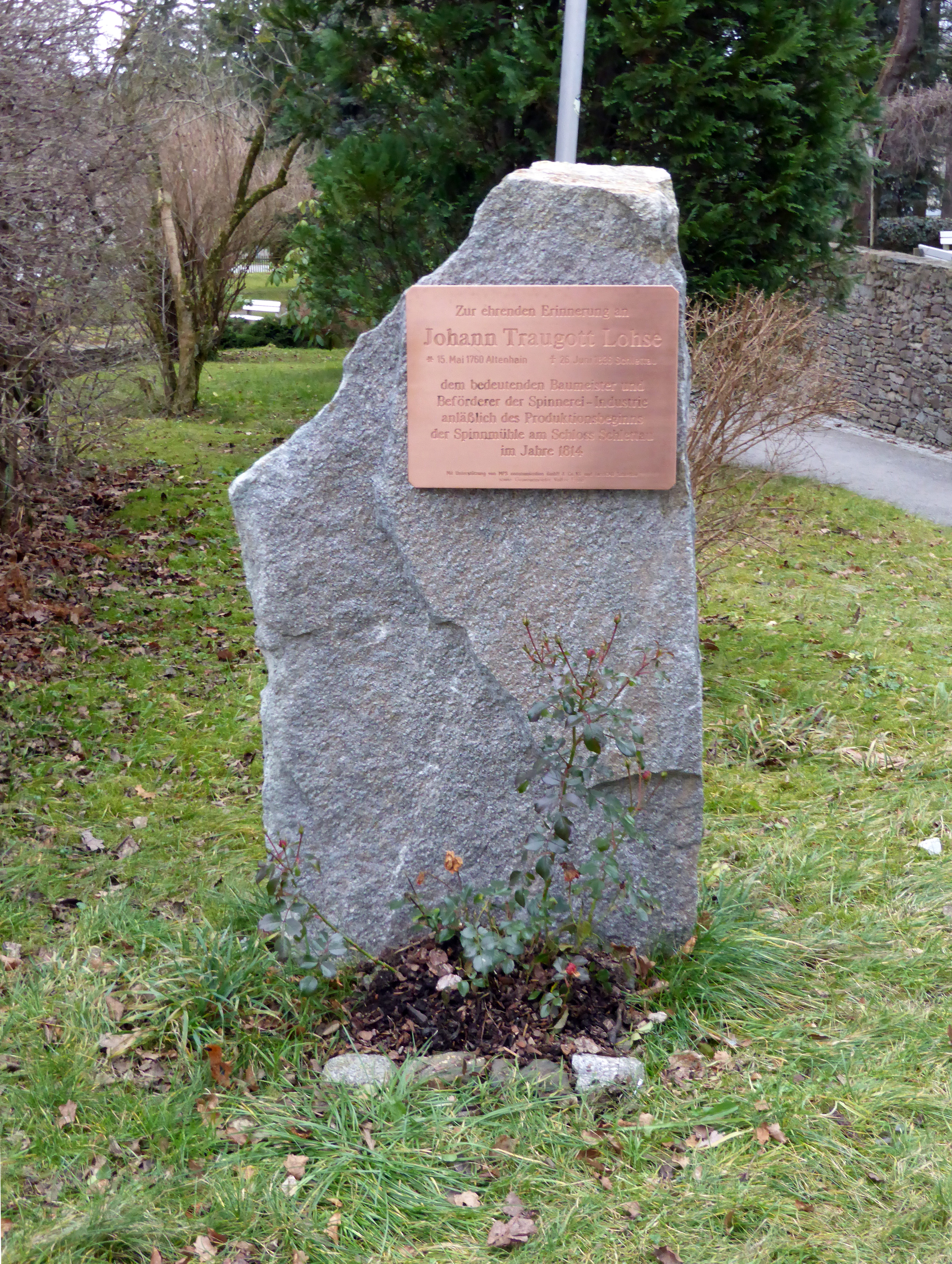
Gedenkstein, Schloss Schlettau